# یواس‌سی‌جی‌سی اسپار (دبلیوال‌بی-۲۰۶)
یواس‌سی‌جی‌سی اسپار (دبلیوال‌بی-۲۰۶) (به انگلیسی: USCGC Spar (WLB-206)) یک کشتی است که طول آن ۲۲۵ فوت (۶۹ متر) می‌باشد. این کشتی در سال ۲۰۰۰ ساخته شد.